# TV Kanagawa

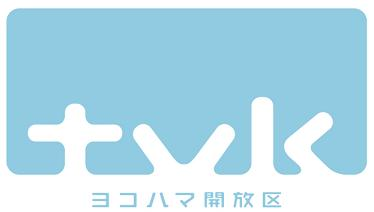
Logo des TV Kanagawa

TV Kanagawa (japanisch テレビ神奈川 Terebi Kanagawa), bzw. kurz tvk, ist ein unabhängiger Fernsehsender in Japan, der in der Präfektur Kanagawa und Teilen der Metropolregion Tokio empfangen werden kann. Die Station wurde am 20. April 1971 gegründet und sendete erstmals am 1. April 1972. Ihr Rufzeichen ist JOKM-TV (DTV JOKM-digital).
Der Sender ist Mitglied der Japanese Association of Independent Television Stations. Im Angebot sind regionalen Informationen, alternative Musik, lokale Sportveranstaltungen und Anime.